# Amkula
Amkula is een census town in het district Paschim Bardhaman van de Indiase staat West-Bengalen. 

## Demografie
Volgens de Indiase volkstelling van 2001 wonen er 5.936 mensen in Amkula, waarvan 59% mannelijk en 41% vrouwelijk is. De plaats heeft een alfabetiseringsgraad van 58%. 